# Laphria hirticornis
Laphria hirticornis är en tvåvingeart som beskrevs av Guérin-Méneville 1835. Laphria hirticornis ingår i släktet Laphria och familjen rovflugor. Inga underarter finns listade i Catalogue of Life.